# Pell City
Pell City är en stad (city) i St. Clair County, i delstaten Alabama, USA. Enligt United States Census Bureau har staden en folkmängd på 12 812 invånare (2011) och en landarea på 64,1 km². Pell City  är administrativ huvudort (county seat) i St. Clair County.